# Neoshirakia japonica
Neoshirakia japonica är en törelväxtart som först beskrevs av Philipp Franz von Siebold och Joseph Gerhard Zuccarini, och fick sitt nu gällande namn av Hans-Joachim Esser. Neoshirakia japonica ingår i släktet Neoshirakia och familjen törelväxter. Inga underarter finns listade i Catalogue of Life.

## Bildgalleri

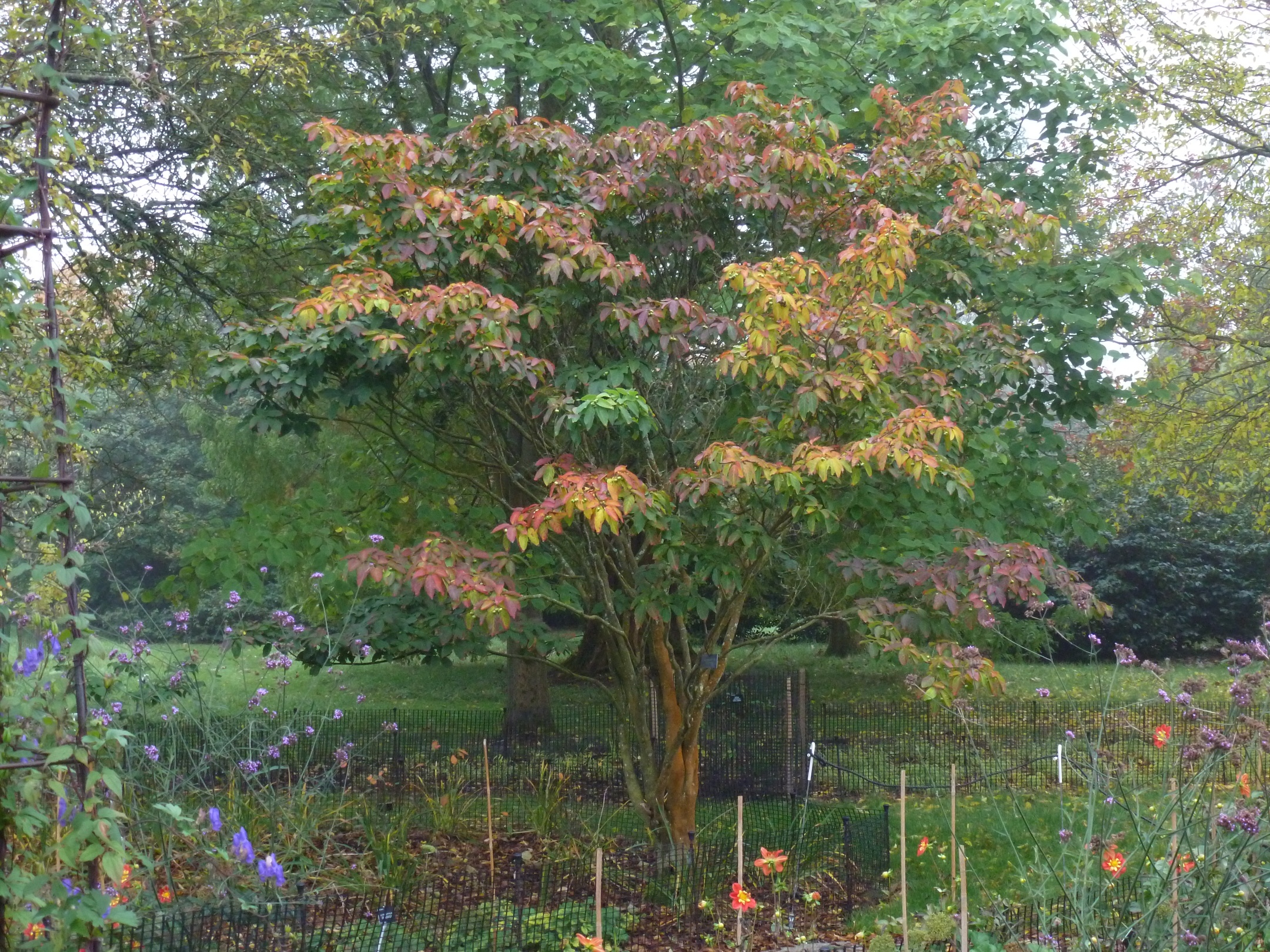